# Démocrite (Ribera)
Pour les articles homonymes, voir Démocrite (homonymie).
Démocrite est un tableau peint en 1630 par José de Ribera. Il mesure 125 × 81 cm. Il est conservé au musée du Prado à Madrid.